# Поляницька сільська територіальна громада
Поляницька сільська громада — територіальна громада в Україні, на території Надвірнянського району Івано-Франківської області. Адміністративний центр — село Поляниця.
Утворена 5 березня 2020 року шляхом об'єднання Бистрицької сільської ради Надвірнянського району та Поляницької, Яблуницької сільських рад Яремчанської міськради.

## Населені пункти
До складу громади входять 2 селища (Згари, Причіл) і 5 сіл: Бистриця, Вороненка, Климпуші, Поляниця та Яблуниця.